# 이라클리 셰킬라제
이라클리 셰킬라제(조지아어: ირაკლი შეყილაძე, 1992년 9월 17일 ~ )는 스페치아에서 공격수로 뛰는 조지아의 축구 선수이다.